# Чумотрън
Чумотрънът (Xanthium spinosum), наричан също бодлив казашки бодил или рогачица, е вид двусемеделни растения от семейство Сложноцветни (Asteraceae).
Той е инвазивен плевел, разпространен днес по целия свят, като се предполага, че произлиза от южните части на Южна Америка. Чумотрънът е едногодишно растение със стройно стъбло с височина до около метър, по което на интервали са разположени остри тризъби шипове с дължина над три сантиметра. Отровен е за хората и добитъка.
В българския фолклор чумотрънът е едно от малкото неща – наред с родените в събота кучета – от които се страхува персонификацията на чумата.